# Leonberger
Leonberger je mohutné psí plemeno, pocházející z Německa, jehož název je odvozen od města Leonberg.

## Historie
Počátky plemene se datují k roku 1846. Leonbergerský pes vznikl záměrem Heinricha Essiga, který byl městským radním v městečku Leonberg u Stuttgartu v Německu. V městském znaku se nachází lev, a to zřejmě Heinricha Essiga inspirovalo k tomu, aby vytvořil plemeno podobající se lvovi. Essig vlastnil velkou smečku psů, a tak s nimi začal dělat pokusy. Spářil černobílého landseera s dlouhosrstým bernardýnem. Po dalším křížení čtyř generací zařadil do chovu pyrenejského horského psa.[zdroj⁠?!]
Na území dnešní České republiky se leonberger dostal v 80. letech 19. století. Prvními zapsanými jedinci byly feny Asca v. Schloss Almegg a Bianca v. d. Douglasfichte, které byly dovezeny z oblasti současného Rakouska. První chov v Československu byl zaznamenán v roce 1947. V České republice je chov leonbergerů s průkazem původu FCI (doklad o tom, že pes má prokazatelné 4 generace předků) realizován prostřednictvím chovatelských klubů a na webových stránkách těchto klubů jsou seznamy chovných jedinců, případně odchovaných štěňat. Tento chytrý obr téměř vyhynul během 2. světové války, ale v posledních dvaceti letech získal dobré postavení jak ve své mateřské zemi, tak v Severní Americe a Velké Británii.

## Povaha
Leonberger je věrný, inteligentní, přítulný a dobrý hlídací pes.[zdroj⁠?!] Jsou to zábavu milující psi, zcela oddaní a chránící svou lidskou rodinu, především její mladší členy.[zdroj⁠?!] Potřebují být nedílnou součástí rodiny. Plemeno je chováno převážně jako rodinný společník a hlídací pes. Přestože je dobrý hlídač, je k lidem přátelský. Zasahuje jen při ohrožení majitele nebo majetku. U leonbergera je velmi důležitá vyrovnaná, spíš přátelská, povaha. Nesmí být ani bázlivý a ani k lidem i psům agresivní.

## Vzhled
Leonberger je velký, silný, svalnatý, ale přesto elegantní pes. Vyznačuje se harmonickou stavbou těla a sebevědomým klidem při živém temperamentu. Především pes je silný a mohutný. Podle standardu plemene má ideálně leonberger dostatečně širokou lebku, přiměřeně hlubokou. Čenich je široký, ale ne příliš krátký a hranatý. Mírný stop je bez vrásek. Oči jsou středně velké, tmavé. Pysky má černé, dobře přiléhající, koutky nesmějí být otevřené. Čelisti jsou silné, s dokonalým, pravidelným a úplným nůžkovým skusem. Uši jsou vysoko nasazené, položené těsně na hlavě, ne však příliš vzadu, stejně široké jsou dlouhé, se zaoblenou špičkou, dobře osrstěné a zavěšené. Krk je silný, přiměřeně dlouhý a bez laloku. Plece jsou dobře položené, lokty má blízko hrudníku, rovné, se silnými kostmi. Pánevní končetiny jsou silné a svalnaté, dobře zaúhlené, při pohledu zezadu rovnoběžné. Tlapy jsou sevřené, okrouhlé, s blanou mezi prsty, černé nášlapné polštářky. Trup je o něco delší než výška v kohoutku, silný hřbet a bedra, hruď hluboká, bedra dobře klenutá, hrudník nesmí být sudovitý. Ocas je dobře osrstěný, nesený pod úrovní hřbetu, nikdy ne příliš vysoko nebo přetočený. Srst je středně měkká až tvrdá, přiměřeně dlouhá, těsně přilehlá, s dobrou podsadou. Může být i mírně vlnitá, ale ne kudrnatá. Velmi výrazná hříva na krku a hrudi. Barva srsti je světle žlutá, zlatá až červenohnědá, vždy musí být černá maska. Vyskytují jedinci s příměsí černé barvy v srsti, ale černá barva nesmí určovat celkový vzhled.
Váha není standardem daná, obvykle dosahují hmotnosti 40 až 70 kg, případně i více. Výška v kohoutku psa je 72 až 80 cm, feny 65 až 75 cm.
Podle standardu plemena je ideální výška 76cm u psa a 70cm u feny.